# Autostrada A7 (Belgio)
L'autostrada A7 belga parte da Ittre, fino ad arrivare al confine con la Francia, congiungendosi con l'Autoroute A2; è lunga 61 km.

## Percorso
|      |                                                                                |        |                |  |  |
| Tipo | Indicazione                                                                    | Uscita | Strada europea |  |  |
|      | Barriera Haut-Ittre                                                            |        |                |  |  |
|      | Nivelles-Nord                                                                  | 18     |                |  |  |
|      | Area di servizio "Orival"                                                      |        |                |  |  |
|      | Nivelles-Sud                                                                   | 19     |                |  |  |
|      | Barriera Arquennes (solo carreggiata ovest)                                    |        |                |  |  |
|      | Area di parcheggio "Hubaumont" (solo carreggiata ovest)                        |        |                |  |  |
|      | Area di parcheggio "Hubaumont" (solo carreggiata est)                          |        |                |  |  |
|      | Feluy                                                                          | 20     |                |  |  |
|      | Barriera Familleureux                                                          |        |                |  |  |
|      | Area di parcheggio "Besonrieux"                                                |        |                |  |  |
|      | Besonrieux (solo carreggiata ovest)                                            | 20a    |                |  |  |
|      | Barriera Houdeng-Gœgnies (solo carreggiata est)                                |        |                |  |  |
|      | Le Rœulx                                                                       | 21     |                |  |  |
|      | Thieu e area di servizio "Hauts-Bois" (uscita Thieu solo in carreggiata ovest) | 21a    |                |  |  |
|      | Barriera Obourg (solo carreggiata ovest)                                       |        |                |  |  |
|      | Obourg (solo carreggiata est)                                                  | 22     |                |  |  |
|      | Area di parcheggio "Bois du Gard"                                              |        |                |  |  |
|      | Nimy Maisières                                                                 | 23     |                |  |  |
|      | Mons                                                                           | 24     |                |  |  |
|      | Barriera Jemappes                                                              |        |                |  |  |
|      | Saint-Ghislain                                                                 | 25     |                |  |  |
|      | Barriera Hautrage                                                              |        |                |  |  |
|      | Dour                                                                           | 26     |                |  |  |
|      | Area di parcheggio "Hensies"                                                   |        |                |  |  |
|      | Autoroute A2 Confine di Stato - Francia                                        |        |                |  |  |